# Éco-technologie
Les écotechnologies constituent l'ensemble des technologies dont l'emploi est moins néfaste pour l'environnement que le recours aux technologies habituelles répondant aux mêmes besoins. Elles sont également définies par l'Union européenne comme : « les techniques intégrées qui évitent la formation de polluants durant les procédés de production, et les techniques en bout de chaîne qui réduisent les rejets dans l'environnement de toute substance polluante générée, mais également les nouveaux matériaux, les procédés de fabrication économes en énergie et en ressources, ainsi que le savoir-faire écologique et les nouvelles méthodes de travail ».

## Présentation
Cette définition est donnée par le « Plan d'action de l'Union européenne en faveur des écotechnologies » (ETAP), adopté en 2004. Ces techniques propres sont susceptibles de satisfaire les besoins socioéconomiques tout en minimisant les impacts sur l'environnement. Elles représentent un enjeu de développement durable.